# Associação Nacional Cartista

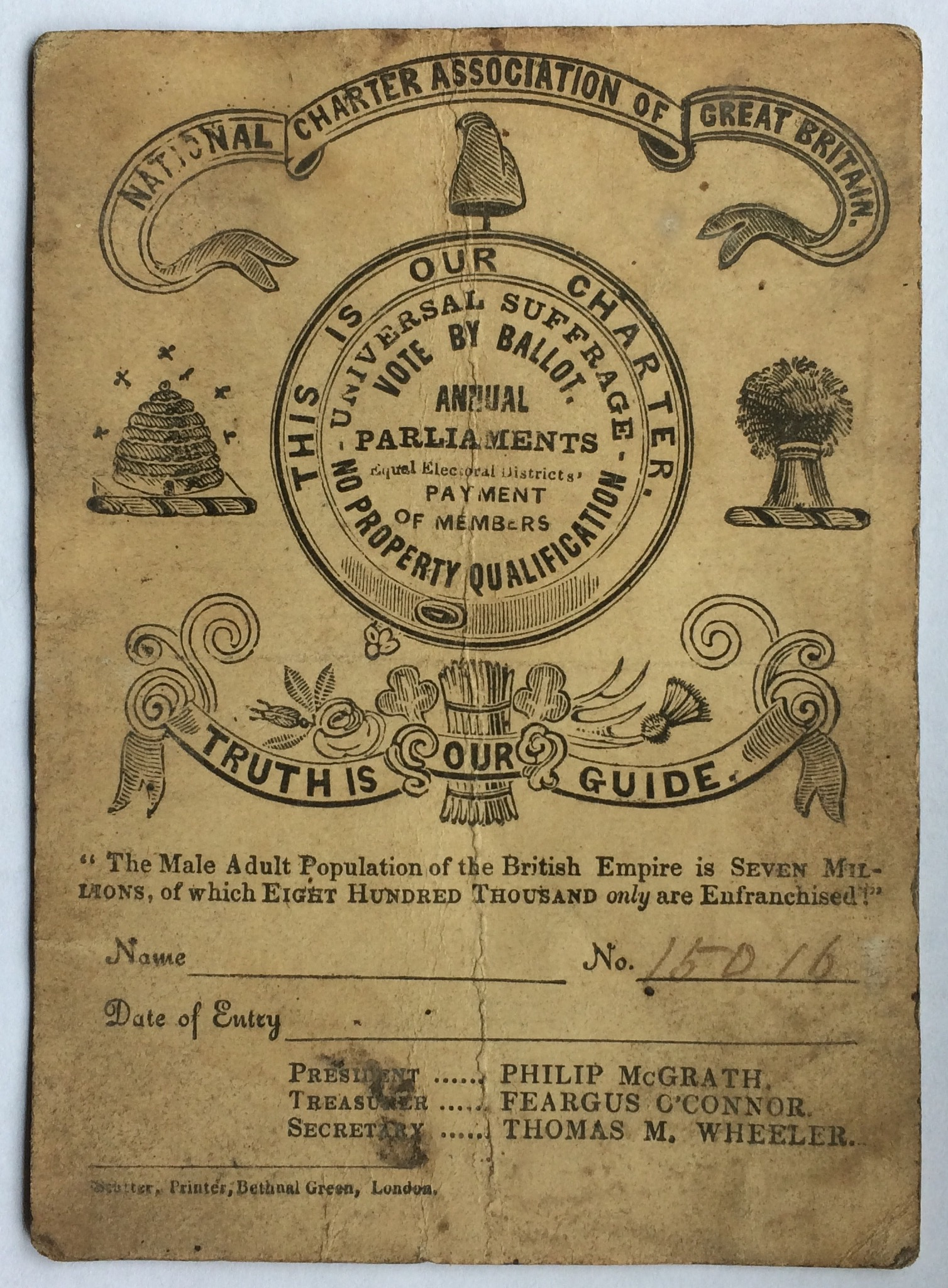
Cartão de membro da Associação Nacional Cartista (1843).

A Associação Nacional Cartista (National Charter Association) foi fundada em Manchester, em 20 de julho de 1840, com o objetivo de reorganizar o Cartismo no Reino Unido.
A ANC foi formada em resposta ao declínio da posição cartista na Inglaterra, após o Reform Act de 1832. Em 1839, muitos dos líderes cartistas foram presos ou exilados e a formação da associação pretendia reestruturar os grupos cartistas remanescentes em um só grupo. A criação da ANC e do seu executivo nacional abriu o caminho para um tipo mais estruturado de organização da classe trabalhadora, que incluía taxas de adesão e representantes eleitos; portanto, na historiografia, tem sido frequentemente descrita como um dos primeiros partidos políticos de massa do mundo, com um grande número de membros da classe trabalhadora.
Após a formação da Associação Nacional Cartista, cada localidade apresentou seus próprios nomeados para o conselho geral, o que permitiu que o grupo se tornasse um órgão de várias centenas de membros, o que garantiu à instituição permanecer dentro da lei e efetivamente contornar o Unlawful Societies Act de 1799, legislação que permitia ao governo britânico suprimir qualquer organização radical ou republicana. A adesão à ANC estava aberta a homens e mulheres que concordassem com o seu objetivo de obter uma reforma radical da Câmara dos Comuns.
A Associação foi abolida em 1858, sendo substituída pela Political Reform League.